# S'Aranjassa (possessió)
S'Aranjassa és una possessió situada al terme municipal de Palma, Mallorca, al barri de S'Aranjassa, al districte de Llevant, al costat de la carretera vella de Palma a Llucmajor i confronta amb la possessió de Son Oliver i amb terrenys segregats de la possessió de Son Sunyer.
A l'època de dominació àrab, era l'alqueria Alenjassa o Alienjassa Zoboach, situada al prat de Catí. "Aranjassa" és un derivat augmentatiu d'aranja, que és el fruit de l'aranger, espècie de taronja grossa, de pell molt gruixada, popa verdosa i un poc amargant.
Començà establir-se el 1849 amb la dessecació del pla de Sant Jordi i la vinguda a aquestes terres d'agricultors de Llucmajor i Vilafranca de Bonany. El 1996 se segregaren unes 320 ha per urbanitzar-les amb residències unifamiliars. A principis del segle XXI la seva extensió s'havia reduït a unes 36 quarterades i les cases, des del 1995, estan deshabitades, any en què també es deixà d'explotar.

## Construccions
Les cases de la possessió, situades just a la vora de la carretera Palma-Llucmajor, són de dimensions modestes, amb una volumetria marcada per l'horitzontalitat i baixa alçada. Daten del segle xvii. A la part principal s'hi diferencien dos cossos disposats en angle recte, que formen una clastra al costat de xaloc, tancat pels altres dos costats, amb murs. En un d'ells hi ha el portal forà, d'arc carpanell, coronat per un frontó amb un plafó de rajoles policromes amb la figura de Crist Rei. Dins la clastra la façana principal de l'edifici presenta dues plantes d'alçat; el portal d'accés a la casa és de llinda. Adossat a l'angle dels murs de la clastra hi ha un coll de cisterna.
L'edifici té planta baixa, o habitatge dels pagesos, i porxo. Les façanes són massisses, amb poques obertures, i arrebossades; ofereixen un aspecte rústic i antic, que contrasta amb el vistós plafó ceràmic del portal forà. La coberta és a doble vessant de teula àrab. A la part posterior, hi ha un pati envoltat per construccions d'ús agropecuari. Annexat obliquament cap a gregal, destaca el llarg edifici rectangular dels sestadors.